# Geistervariationen
Die Geistervariationen (Thema mit Variationen in Es-Dur für Klavier) WoO 24, komponiert 1854, sind das letzte Werk Robert Schumanns, bevor er in die Nervenheilanstalt Bonn-Endenich eingeliefert wurde.
„Schumann wähnte sich in jenen Tagen von Geistern umgeben, die ihm teils ‚wundervolle‘, teils ‚gräßliche‘ Musik darboten, die ihm ‚herrlichste Offenbarungen‘ verhießen, ihn aber auch ‚in die Hölle [zu] werfen‘ drohten, wie die [...] besorgte Gattin notierte.“

## Entstehung
Clara Schumann in ihrem Tagebuch: „[In der Nacht vom 17. auf den 18. Februar] stand Robert immer wieder auf und schrieb ein Thema, welches ihm die Geister Schuberts und Mendelssohns vorsangen, und über welches er für mich [den Aufzeichnungen Clara Schumanns und Ruppert Beckers zufolge wohl am 22./23. Februar] ebenso rührende wie ergreifende Variationen machte.“
Während dieser Komposition stürzte er sich am 27. Februar urplötzlich und nur halb bekleidet in den eiskalten Rhein, aus dem er gerettet und wieder zurück nach Hause gebracht wurde. Nach dem überlebten Selbstmordversuch arbeitete er daran weiter. Einen Tag später schloss er dann seine so dramatisch unterbrochene Arbeit ab und übersandte das Manuskript seiner Frau, die bereits am Abend zuvor auf ärztliches Anraten zu einer Bekannten gezogen war.
Aribert Reimann ist sich gewiss, Schumanns Sprung in den Rhein sei zwischen der vierten und fünften Variation erfolgt, da sich die letzte Variation strukturell gänzlich von den vorhergehenden unterscheide, und er bemerkte, dass sich das Thema bereits ähnlich in Schumanns Violinkonzert finde.

## Zitiert in folgenden Werken
- Johannes Brahms: Variationen über ein Thema von Schumann in Es-Dur für Klavier zu vier Händen, op. 23 (1863)
 „Die ‚Geistervariationen‘ waren das Letzte, was Clara von Robert Schumann blieb, währenddessen  er sich in den Rhein stürzte, und von Geistern träumte, weshalb ihr Johannes Brahms Schumanns Geisterthema variierte.“[2]
- Adolf Jensen: Op. 33. Nr. 1, Widmung/Dedication/Hommage für Klavier zu 2 Händen, Es-Dur (1866)
- Aribert Reimann: Sieben Fragmente für Orchester „in memoriam Robert Schumann“ (1988)
- Tori Amos: Your Ghost (2011)

## Ausgaben
- Henle, Urtextausgabe, 1995, Herausgegeben von Wolf-Dieter Seiffert / Fingersatz von Klaus Schilde, ISMN 201804828, HN-482, HENLE01114